# Iñigo Idiakez
Iñigo Idiakez Barkaiztegi (8 de novembro de 1973) é um ex-futebolista profissional espanhol que atuava como atacante.

## Carreira
Iñigo Idiakez representou a Seleção Espanhola de Futebol, nas Olimpíadas de 1996. 